# Napoleon Murphy Brock
Napoleon Murphy Brock (* 7. června 1945) je americký saxofonista, flétnista, klarinetista, kytarista, zpěvák, hudební skladatel a producent. Byl členem skupiny The Mothers of Invention a později i doprovodné skupiny Franka Zappy. Koncertoval také s projekty Zappa Plays Zappa a The Grandmothers, které se věnují Zappově hudbě.
Roku 2009 získal cenu Grammy za nejlepší výkon v písni „Peaches en Regalia“, kterou nahrál se skupinou Zappa Plays Zappa.

## Diskografie
- Apostrophe (') (Frank Zappa, 1974)
- Roxy & Elsewhere (Frank Zappa, 1974)
- One Size Fits All (Frank Zappa, 1975)
- Bongo Fury (Frank Zappa, 1975)
- Liberated Fantasies (George Duke, 1976)
- Zoot Allures (Frank Zappa, 1976)
- Don't Let Go (George Duke, 1978)
- Follow the Rainbow (George Duke, 1979)
- Master of the Game (George Duke, 1979)
- Sheik Yerbouti (Frank Zappa, 1979)
- Them or Us (Frank Zappa, 1984)
- Thing-Fish (Frank Zappa, 1984)
- You Can't Do That on Stage Anymore, Vol. 1 (Frank Zappa, 1988)
- You Can't Do That on Stage Anymore, Vol. 2 (Frank Zappa, 1988)
- You Can't Do That on Stage Anymore, Vol. 3 (Frank Zappa, 1989)
- You Can't Do That on Stage Anymore, Vol. 6 (Frank Zappa, 1992)
- Frank Zappa Plays the Music of Frank Zappa: A Memorial Tribute (Frank Zappa, 1996)
- Have I Offended Someone? (1997)
- FZ:OZ (Frank Zappa, 2002)
- QuAUDIOPHILIAc (Frank Zappa, 2004)
- The Dub Room Special (Frank Zappa, 2007)
- One Shot Deal (Frank Zappa, 2008)
- Joe's Menage (Frank Zappa, 2008)